# Note réelle

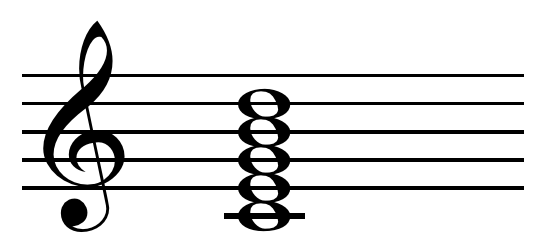
Notes constitutives do, mi, sol, si et ré d'un accord de cinq notes

En théorie de la musique, et plus précisément en harmonie tonale, une note réelle ou note constitutive ou note harmonique est une note appartenant à une harmonie ou à un accord. Les notes réelles s'opposent aux notes étrangères, ces dernières s'ajoutant ou se substituant à l'une des notes réelles de l'accord.

## Fondamentale
La fondamentale est la note génératrice d'un accord. Elle donne son nom à l'accord en question et chacune des autres notes réelles est désignée par le chiffre de l'intervalle ascendant qui sépare cette note de la fondamentale : la tierce, la quinte, la septième, etc.
Exemple : dans l'accord de cinq notes « do, mi, sol, si, ré », la fondamentale est do.

## Tierce
La « tierce d'un accord » est la note réelle située une tierce au-dessus de la fondamentale de cet accord.
Exemple : dans l'accord de cinq notes « do, mi, sol, si, ré », la tierce est mi.
- L'intervalle entre la tierce et la fondamentale d'un accord est soit une tierce majeure, soit une tierce mineure.

## Quinte
La « quinte d'un accord » est la note réelle située une quinte au-dessus de la fondamentale de cet accord.
Exemple : dans l'accord de cinq notes « do, mi, sol, si, ré », la quinte est sol.
- L'intervalle entre la quinte et la fondamentale d'un accord est le plus souvent une quinte juste. Celle-ci peut cependant être transformée en quinte augmentée ou bien en quinte diminuée. Pour plus d'informations sur cette question, consulter l'article Accord altéré.

## Septième
La « septième d'un accord » est la note réelle située une septième au-dessus de la fondamentale de cet accord.
Exemple : dans l'accord de cinq notes « do, mi, sol, si, ré », la septième est si.
- L'intervalle entre la septième et la fondamentale d'un accord est soit une septième majeure, soit une septième mineure. La septième diminuée n'est pas un intervalle harmonique à compter de la fondamentale, mais à compter de la sensible — tierce des accords de dominante.

## Neuvième
La « neuvième d'un accord » est la note réelle située une neuvième au-dessus de la fondamentale de cet accord.
Exemple : dans l'accord de cinq notes « do, mi, sol, si, ré », la neuvième est ré.
- L'intervalle entre la neuvième et la fondamentale d'un accord est soit une neuvième majeure, soit une neuvième mineure soit 5 tons et trois demi tons